# Journal of Mathematical Physics
Le Journal of Mathematical Physics est une revue scientifique mensuelle à comité de lecture publiée par l'American Institute of Physics. Les articles concernent le domaine de la physique mathématique. Bimensuel à sa publication en janvier 1960, il devient mensuel à partir de 1963.
L'éditeur en chef actuel est Bruno L.Z. Nachtergaele de l'université de Californie à Davis. Le facteur d'impact en 2015 est de 1,234.

## Indexation
La revue est indexée par :
- Biological Abstracts
- Chemical Abstracts Service
- Computer & Control Abstracts
- Current Contents / Physical, Chemical & Earth Sciences
- Current Physics Index
- Electrical & Electronics Abstracts
- Electronics and Communications Abstracts
- Energy Research Abstracts
- International Aerospace Abstracts
- ISMEC Bulletin
- Mathematical Reviews
- Nuclear Science Abstracts
- Physics Abstracts
- Pollution Abstracts
- Safety Science Abstracts
- Science Citation Index
- SPIN bibliographic database